# Żona Potifara

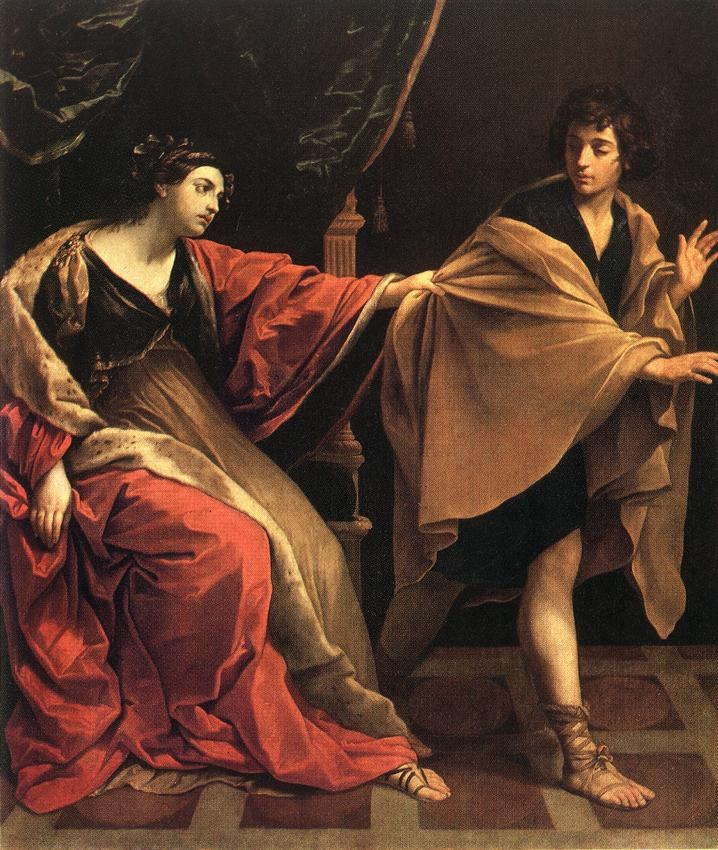
Józef i żona Potifara (mal. Guido Reni, ok. 1631)

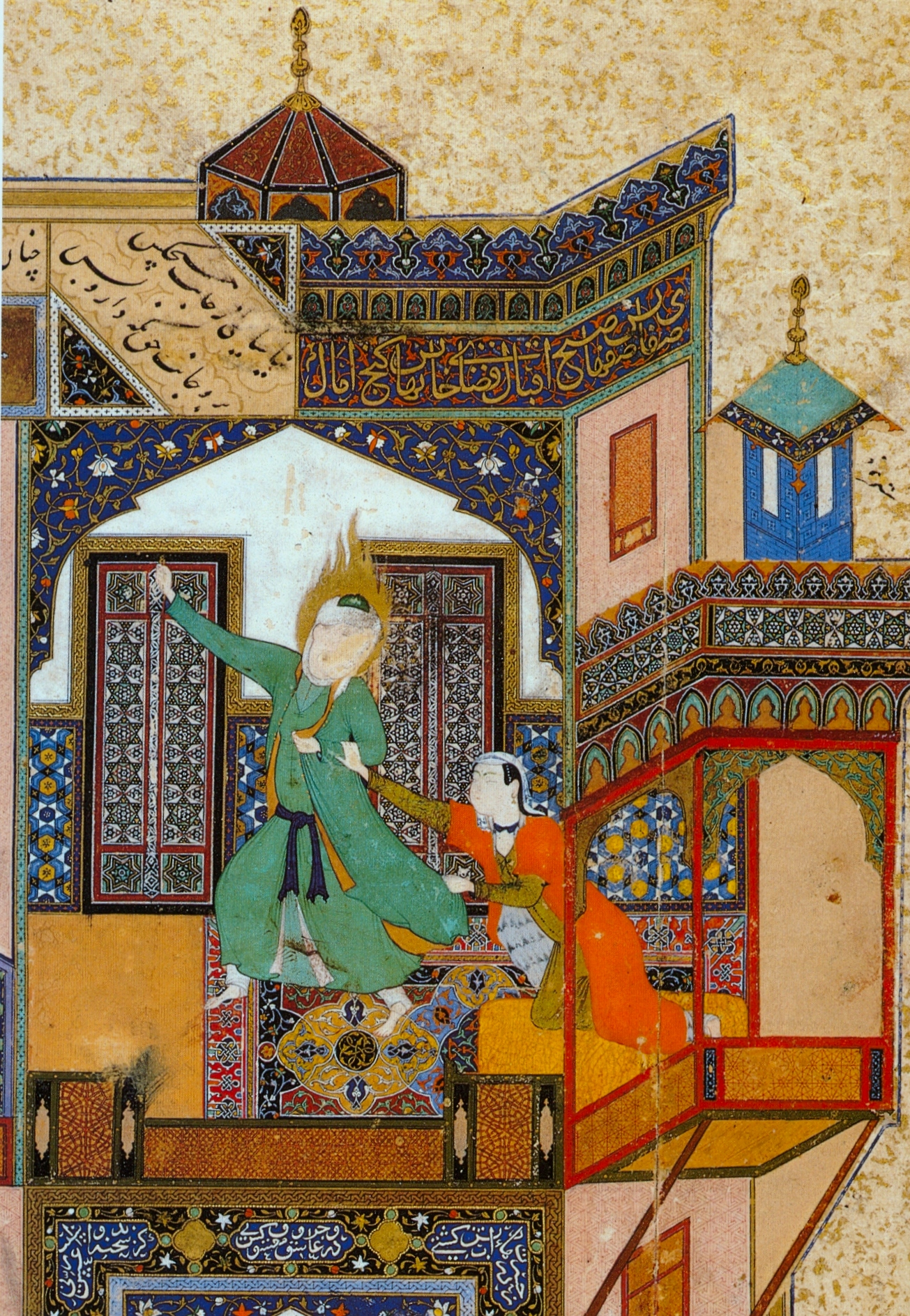
Kuszenie Jusufa przez Zulejkę (XV-wieczna miniatura perska)

Żona Potifara (Putyfara) – nieznana z imienia postać biblijna ze Starego Testamentu, Egipcjanka, która próbowała uwieść Józefa. W przenośni i w potocznym rozumieniu: podstępna i zdradliwa uwodzicielka cnotliwych mężczyzn.
Była żoną faraońskiego wysokiego urzędnika Potifara, który kupił Józefa od Madianitów jako niewolnika (Rdz 37,36). Dostrzegając jego uzdolnienia, uczynił go wkrótce zarządcą swojego domu i majątku (Rdz 39,1-5). Wówczas jego małżonka zwróciła na Józefa uwagę i zachwycona jego urodą, próbowała go uwieść, choć stanowczo odrzucił jej zaloty (Rdz 39,6-9). Pomimo iż kobieta ponawiała swe zabiegi codziennie, nie odnosiły one żadnego skutku (Rdz 39,10). Pewnego dnia, gdy w domu nie było świadków, żona Potifara przytrzymała Józefa za szatę i próbowała namówić do współżycia. Uciekający Józef pozostawił w jej rękach szatę, którą kobieta następnie pokazała swym sługom i mężowi jako dowód, iż była napastowana przez próbującego ją uwieść Józefa. W następstwie fałszywego oskarżenia Potifar nakazał go uwięzić (Rdz 39,11-20).
Opowieść o żonie Potifara znalazła się również w 12 surze Koranu. W późniejszej apokryficznej tradycji judaistycznej i muzułmańskiej nadano jej imię Zulejka (hebr. זוליכה, arab. زليخة), a cała historia była tematem licznych romansów.
Poza literaturą orientalną (opowieści o podstępnych uwodzicielkach w  baśniach z 1001 nocy) motyw ten wcześniej reprezentowany jest w mitach greckich (np. historia Bellerofonta i Steneboi, Hipolita i Fedry, Peleusa i Astydamii).
Motyw żony Potifara próbującej uwieść Józefa często pojawiał się również w sztuce, podejmowali go w twórczości m.in. Tintoretto, Rembrandt i Murillo, Guercino, Nattier, a nawet impresjoniści (Lovis Corinth, Paul Gauguin).